# Kasteel Ravensberg
Kasteel Ravensberg (oorspronkelijk: Huis Ravenburg) is een kasteelachtig landhuis in de buurtschap Weerd bij Linne, gelegen aan Weerd 7-8, in de Nederlandse gemeente Maasgouw.
Het huis, gelegen in de Linnerweerd, was in de tweede helft van de 17e eeuw in bezit van jonker Hans Leonard Rave, naar wie de Ravenborgh genoemd is. De bijbehorende hoeve heette Ravenshof. Het huidige huis is van eind 18e eeuw. De stallen en het koetshuis, en de tegenwoordige U-vormige boerderij zijn 19e-eeuws.
Het huis met bijbehorend landgoed is geklasseerd als Rijksmonument.